# Irlanda en la Copa Mundial de Rugby de 1991
El XV del Trébol fue una de las 16 naciones participantes de la Copa Mundial de Rugby de 1991, que se realizó por primera vez en Inglaterra.
Irlanda jugó todos los partidos (excepto uno) en su Lansdowne Road, debido a la época aficionada. La segunda participación es la oportunidad más cercana que estuvieron a semifinales, aún hoy.

## Plantel
Fitzgerald (39 años) fue el entrenador en jefe, pese a que no tenía experiencia como técnico. No mantuvo a Lenihan como capitán (quien lo había sido en el mundial anterior) y polémicamente no convocó a: Michael Bradley, Trevor Ringland, Brian Spillane y la estrella Michael Kiernan.
Las edades son a la fecha del último partido de Irlanda, 20 de octubre de 1991.
|                               | Jugador          | Edad    | Posición      | Pruebas | Equipo         |
| ----------------------------- | ---------------- | ------- | ------------- | ------- | -------------- |
| Hookers y Pilares             |                  |         |               |         |                |
| 3                             | Des Fitzgerald   | 33 años | Pilar         | 29      | Munster Rugby  |
|                               | John Fitzgerald  | 30 años | Pilar         | 9       | Munster Rugby  |
|                               | Gary Halpin      | 25 años | Pilar         | 1       | London Irish   |
|                               | Terry Kingston   | 28 años | Hooker        | 10      | Munster Rugby  |
| 1                             | Nick Popplewell  | 27 años | Pilar         | 4       | Leinster Rugby |
| 2                             | Stephen Smith    | 32 años | Hooker        | 15      | Ulster Rugby   |
| Segundas líneas               |                  |         |               |         |                |
| 5                             | Neil Francis     | 27 años | Segunda línea | 12      | Leinster Rugby |
|                               | Mick Galwey      | 25 años | Segunda línea | 3       | Munster Rugby  |
| 4                             | Donal Lenihan    | 32 años | Segunda línea | 48      | Munster Rugby  |
| Alas y Octavos                |                  |         |               |         |                |
| 7                             | Gordon Hamilton  | 27 años | Ala           | 5       | Ulster Rugby   |
|                               | Noel Mannion     | 28 años | Octavo        | 14      | Connacht Rugby |
| 6                             | Phillip Matthews | 31 años | Ala           | 32      | Ulster Rugby   |
|                               | Pat O'Hara       | 30 años | Ala           | 10      | Munster Rugby  |
| 8                             | Brian Robinson   | 25 años | Octavo        | 6       | Ulster Rugby   |
| Medios scrum                  |                  |         |               |         |                |
|                               | Fergus Aherne    | 28 años | Medio scrum   | 12      | Leinster Rugby |
| 9                             | Rob Saunders     | 23 años | Medio scrum   | 6       | London Irish   |
| Aperturas y Centros           |                  |         |               |         |                |
|                               | Vince Cunningham | 24 años | Centro        | 5       | Leinster Rugby |
| 12                            | David Curtis     | 26 años | Centro        | 10      | Connacht Rugby |
| 10                            | Ralph Keyes      | 30 años | Apertura      | 1       | Munster Rugby  |
| 13                            | Brendan Mullin   | 27 años | Centro        | 39      | Leinster Rugby |
| Fullbacks y Wings             |                  |         |               |         |                |
| 11                            | Jack Clarke      | 23 años | Wing          | 3       | Munster Rugby  |
|                               | Keith Crossan    | 31 años | Wing          | 37      | Ulster Rugby   |
| 14                            | Simon Geoghegan  | 23 años | Wing          | 5       | London Irish   |
|                               | Kenny Murphy     | 25 años | Fullback      | 9       | Munster Rugby  |
| 15                            | Jim Staples      | 26 años | Fullback      | 5       | London Irish   |
| Entrenador: Ciaran Fitzgerald |                  |         |               |         |                |

## Participación
Irlanda integró el grupo B junto a Japón, el XV del Cardo y Zimbabue.
El rival más fuerte, Escocia, era dirigida por Ian McGeechan y formó: David Sole (capitán), Chris Gray, la estrella Finlay Calder, Gary Armstrong, Scott Hastings y la leyenda Gavin Hastings. Fue la única prueba en que Irlanda no jugó de local y perdió 24–15.

### Fase final
| 20 de octubre de 1991 | Irlanda                                                        | 18 – 19 | Australia                                                              | Lansdowne Road, Dublín,                                 |                                                         |
|                       | Try Hamilton 73' Conversión Keyes Penales Keyes (3) Drop Keyes | Reporte | Tries 17', 51' Campese 77' Lynagh Conversiones (2) Lynagh Penal Lynagh | Asistencia: 54.500 espectadores Árbitro(s): Jim Fleming | Asistencia: 54.500 espectadores Árbitro(s): Jim Fleming |

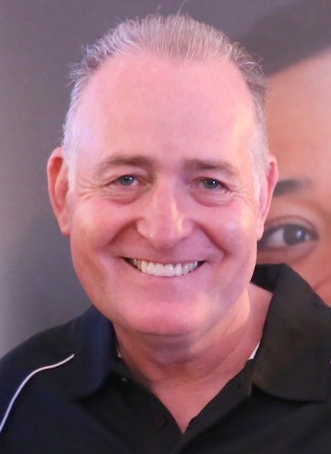
Irlanda no pudo neutralizar a David Campese, wing australiano.

Los cuartos los cruzaron ante los Wallabies, repitiendo el duelo de Nueva Zelanda 1987 y el entrenador Bob Dwyer diagramó: Phil Kearns, Rod McCall, la estrella Simon Poidevin, el capitán Nick Farr-Jones, Tim Horan y la leyenda David Campese. Pese a una presión constante y un try al minuto 73 de los irlandeses, la visita Australia dio vuelta el marcador y ganó agónicamente 18–19.

## Legado
Keyes fue el máximo anotador del mundial y nunca más un irlandés obtuvo esa distinción.
Fitzgerald dijo que la selección tendría un gran futuro por el coraje demostrado, sin embargo, nunca estuvo tan cerca de superar los cuartos.
Fue la segunda ocasión, y vez consecutiva, que Australia eliminó a Irlanda de un mundial y recién se volverían a enfrentar en Gales 1999. Es la última vez que el XV del Trébol enfrentó a un eventual campeón.
Halpin falleció en febrero de 2021 a la edad de 55 años y es el primero del plantel.